# Destin Daniel Cretton
Destin Daniel Cretton (Maui, 23 november 1978) is een Amerikaans regisseur, scenarioschrijver en producent.

## Biografie
Destin Daniel Cretton werd in 1978 geboren op het eiland Maui (Hawaï) als de zoon van Janice Harue Cretton, een Japans-Amerikaanse kapster, en Daniel Cretton, een brandweerman van Ierse en Slovaakse afkomst. Om religieuze redenen werd hij thuis onderwezen door zijn christelijke moeder. Later verhuisde hij naar San Diego (Californië), waar hij communicatie studeerde aan Point Loma Nazarene University. Na zijn studies werkte hij twee jaar in een opvanghuis voor probleemjongeren.

### Carrière
Cretton begon zijn carrière met het schrijven, regisseren en produceren van korte films. Zo regisseerde hij in 2008 de korte film Short Term 12, gebaseerd op zijn eigen ervaringen met probleemjongeren.
Zijn officieel regiedebuut maakte hij in 2012 met de muziekfilm I Am Not a Hipster. Nadien werkte hij drie keer op rij samen met actrice Brie Larson. Hun eerste samenwerking was een langspeelversie van zijn korte film Short Term 12. Nadien werkten de twee samen aan twee biografische studiofilms, The Glass Castle (2017) en Just Mercy (2019). Tussendoor schreef hij ook het script voor de boekverfilming The Shack (2017).
In het voorjaar van 2019 raakte bekend dat Cretton de Marvel-superheldenfilm Shang-Chi and the Legend of the Ten Rings zal regisseren. De film zou in februari 2021 uitgebracht worden, maar de release-datum werd verschillende keren uitgesteld vanwege de Coronapandemie. Uiteindelijk wordt de film in België en Nederland op 1 september uitgebracht. Op 6 december 2021 werd officieel het vervolg op Shang-Chi and the Legend of the Ten Rings aangekondigd wederom geregistreerd door Cretton. Dit keer zal hij ook zelf het script gaan schrijven.

## Filmografie
| Jaar | Titel                                     | Regisseur | Scenarist |
| ---- | ----------------------------------------- | --------- | --------- |
| 2012 | I Am Not a Hipster                        |           |           |
| 2013 | Short Term 12                             |           |           |
| 2017 | The Shack                                 |           |           |
| 2017 | The Glass Castle                          |           |           |
| 2019 | Just Mercy                                |           |           |
| 2021 | Shang-Chi and the Legend of the Ten Rings |           |           |